# Claude François Milliet Dechales
Claude François Milliet Dechales (o Milliet de Challes, o Deschales) (Chambéry, 1621 – Torino, 28 marzo 1678) è stato un matematico gesuita francese.

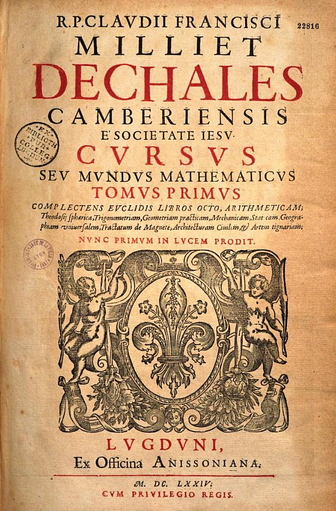
Frontespizio della sua opera

Pubblicò un corso di matematica e una traduzione di Euclide molto popolare in Francia, per quanto di qualità inferiore a quella di Gilles Personne de Roberval.

## Biografia
Era figlio di Hector Milliet de Challes (1568-1642), barone d'Arvillars.
Si unì ai gesuiti all'età di quindici anni, il 21 settembre 1636; partecipò alla missione dei gesuiti francesi nell'impero ottomano e vi insegnò le lettere per nove anni. Tornato in Francia, fu nominato professore di idrografia a Marsiglia. Insegnò la navigazione e il genio militare. Insegnò poi contemporaneamente filosofia (quattro anni), matematica (sei) e teologia (cinque) al collegio della Trinità di Lione. Proprio a Lione pubblico il suo celebre Cursus seu Mondus Matematicus, molto distante da quello, più moderno, di Pierre Hérigone. Fu infine rettore a Chambéry.

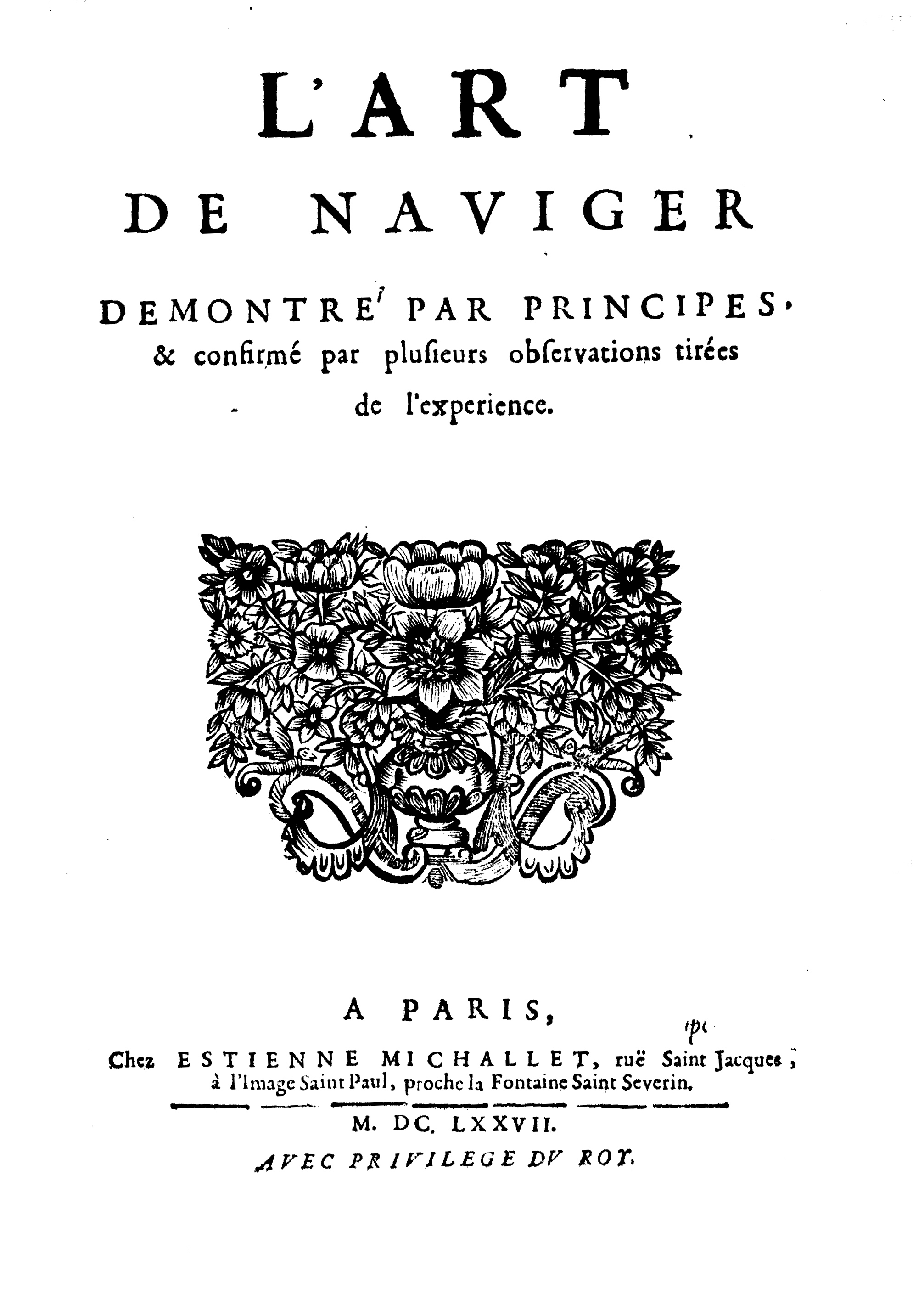
Art de naviguer, 1677

Alla fine della sua vita, insegnò matematica al collegio di Torino e costruì compassi.  Era noto per la sua amabilità e competenza pedagogica nell'insegnamento della matematica.

## Opere
- (LA) Claude-François Milliet de Chales, Cursus, seu Mundus mathematicus. 1, Anisson, Jean ; Posuel, Jean ; Rigaud, Claude 2, 1690.
- (LA) Cursus, seu Mundus mathematicus, vol. 4, Lyon, Jean Anisson, 1690.
- (FR) Claude-François Milliet de Chales, Art de naviguer, Estienne Michallet, 1677.